# Christian Essellen
Christian Essellen (* 18. Dezember 1824 in Ibbenbüren; † 15. Mai 1859 in New York City) war ein deutschamerikanischer Publizist, demokratisch gesinnter Revolutionär von 1848/49 und als Forty-Eighter Immigrant in den USA.

## Leben
Christian Essellen wurde in Ibbenbüren als zweiter Sohn des Gerichtsrendanten und späteren Hofrats Moritz Friedrich Essellen geboren; seine Jugend verbrachte er in Hamm, wo er 1840 sein Abitur ablegte. Er studierte Rechtswissenschaften an den Universitäten in Freiburg, Heidelberg und Berlin. Als Einjährig-Freiwilliger leistete er 1846 seinen Militärdienst in einem Garderegiment ab. Bereits im Vormärz gehörte er der politischen Opposition an. Er schrieb für Gustav Struves Mannheimer Volkszeitung.
Er hat zu Beginn der Revolution von 1848 in Hamm zusammen mit anderen westfälischen Demokraten wie Otto Lüning einen revolutionären Aufruf unterzeichnet. Er soll dem Bund der Kommunisten nahegestanden haben. Im weiteren Verlauf der Revolution war er Führer des Frankfurter Arbeitervereins und einer der Herausgeber der Allgemeinen Arbeiterzeitung. Er bekämpfte vor allem die bürgerliche, meist liberale Führungsschicht der Stadt. Der Arbeiterverein forderte einen Mindestlohn und bessere Bildung. Das Blatt konnte infolge von Repressionen nur dreimal in Frankfurt erscheinen, zwei weitere Ausgaben kamen in Hanau heraus, ehe die Zeitung endgültig eingestellt werden musste. Um der Verfolgung zu entgehen, wechselte Essellen ständig seinen Wohnsitz. Er nahm am Frankfurter Septemberaufstand teil. Im Kampf gegen die Gegenrevolution gehörte er dem Stab der Volkswehren unter Johann Philipp Becker an. Nach der Niederlage der Bewegung emigrierten beide in die Schweiz. Dort veröffentlichten sie in Genf die Geschichte der süddeutschen Mairevolution 1849.
Im Jahr 1852 wanderte Essellen in die USA aus. Er war in Detroit Herausgeber der von ihm begründeten Zeitschrift Atlantis. In dieser kritisierte er die Sklaverei und versuchte europäische und amerikanische Kultur miteinander zu verbinden. Dabei hielt er an seinen revolutionären Zielen fest: „The best preparation for the revolution is to remain fresh in body and spirit, and to prepare and condition ourselves for the coming struggle in Europe by taking part in the battle for freedom here. We must not look upon ourselves as refugees in America. This nation is not our land of exile. Here one can fight as vigourously as in Europe for our highest and most sacred ideals.“ Da das Blatt einging, zog er nach Milwaukee und wurde Redakteur des Wisconsin Banner. 1854 gelang es ihm, mit fremder Unterstützung die Zeitschrift Atlantis erneut herauszugeben. Sie trug nun den Untertitel: Eine Monatsschrift für Wissenschaft, Politik und Poesie. Aber auch diesmal konnte er nicht genügend Abonnenten gewinnen. Essellen ging nach Buffalo, wo er den Buffalo Telegraph herausgab. Daneben hielt er weiterhin an seiner Zeitschrift fest. Danach zog er nach New York City, wo im Dezember 1858 die letzte Nummer von Atlantis erschien. Möglicherweise als Folge seiner dauerhaft prekären wirtschaftlichen Lage begann er zu trinken und starb bald darauf verarmt in einem Hospital.

## Werke
- Allgemeine Arbeiter-Zeitung. Organ für die politischen und sozialen Interessen des arbeitenden Volkes, zugleich Zeitung des Arbeiter-Vereins zu Frankfurt am Main. Redigiert von Eduard Pelz und Chr. Essellen. Frankfurt am Main Heft 1 bis Heft 5. 18. Mai bis 10. Juni 1848[3]
- mit Otto Lüning, Joseph Weydemeyer, Friedrich Kapp, Rudolf Rempel: An das Volk. Münster 2. April 1848. Grote´sche Buchdruckerei, Münster 1848 (Flugblatt)
- Rienzi Cola. Ein Trauerspiel in fünf Akten. Grote, Arnsberg 1848 (Digitalisat, abgerufen am 14. Januar 2021.)
- mit Johann Philipp Becker: Geschichte der süddeutschen Mai-Revolution des Jahres 1849. Gottfried Becker, Genf 1849 (Digitalisat, abgerufen am 27. November 2023.)
- Atlantis. Detroit, Mich., 1854–1858
- Welches Heilmittel gibt es gegen das Uebel der Negersklaverei? Atlantis. Eine Monatsschrift für Wissenschaft, Politik und Poesie, Neue Folge. Bd. 3, 1855
- Technische Fortschritte gegen schwarze und weisse Sklaverei. In: Atlantis. Eine Monatsschrift für Wissenschaft, Politik und Poesie. Neue Folge. Bd. 3, 1855
- Deutsche Vereine in Amerika. In: Atlantis. Eine Monatsschrift für Wissenschaft, Politik und Poesie. Neue Folge. Bd. 4, 1856, S. 390–397
- Atlantis. Eine Monatsschrift für Wissenschaft, Politik und Poesie. Hrsg. und redigiert von Christian Essellen. Neue Folge. Achter Bd. Jg. 1858. Monate: Januar bis Juni. H. Bender „Buffalo Telegraph Office“, Buffalo, N. Y. Online